# L'Âme dans l'eau
Singles de Mylène Farmer
M'effondre (Live)
(2019) À tout jamais
(2022)
L'Âme dans l'eau est une chanson de Mylène Farmer, sortie en single le 18 septembre 2020 en tant que bande originale de L'Ultime création, un documentaire de Mathieu Spadaro retraçant les concerts de la chanteuse à Paris La Défense Arena en juin 2019 et diffusé sur Amazon Prime. 

La chanson servira également de single à la compilation Histoires de qui paraît le 4 décembre 2020. 
Adaptation du titre Ulay, Oh du groupe américain How I Became the Bomb, évoquant les retrouvailles de l'artiste allemand Ulay avec Marina Abramović au Museum of Modern Art de New York en 2010, L'Âme dans l'eau bénéficie d'un texte signé par Mylène Farmer sur le deuil et l'absence. 
Le clip dévoile des extraits du documentaire L'Ultime création, et plus précisément des images de la chanteuse en concert, lors de ses répétitions ainsi qu'au quotidien.
La chanson se classe no 1 des ventes en France, devenant le 21e single de Mylène Farmer à atteindre la première place de ce classement (un record).

## Contexte et écriture

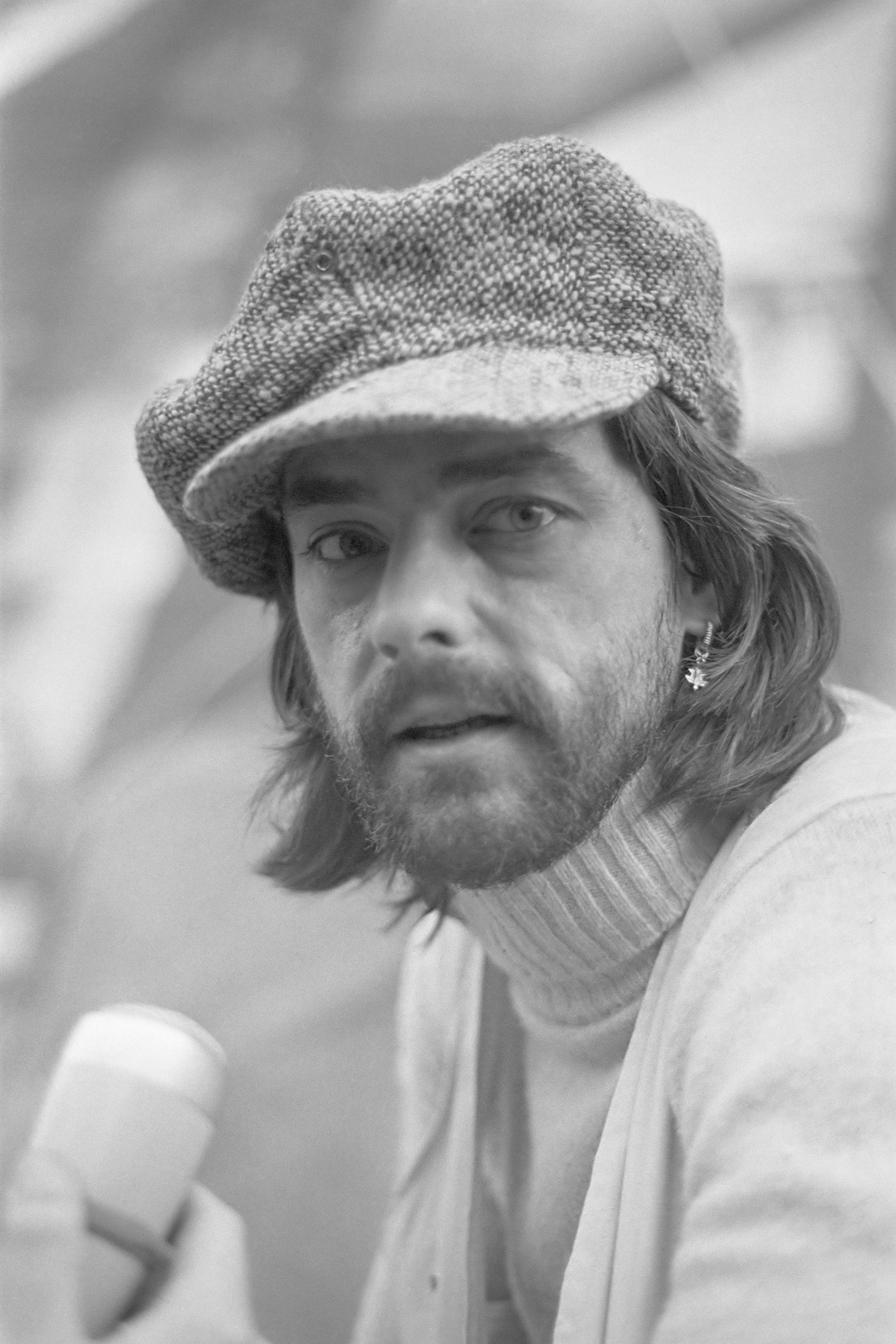
L'artiste allemand Ulay.

Après l'album Désobéissance, sorti en septembre 2018 et certifié double disque de platine en deux mois, Mylène Farmer se produit pour une résidence de 9 concerts à Paris La Défense Arena en juin 2019. Cette série de concerts est retracée sur le Live 2019, dont l'album est certifié disque de platine et le DVD vidéo de diamant.
Un documentaire retraçant les coulisses de cette série de concerts, L'Ultime création, est annoncé pour le 25 septembre 2020 sur Amazon Prime. 

Une semaine avant, paraît L'Âme dans l'eau, une chanson inédite adaptée du titre Ulay, Oh du groupe américain How I Became the Bomb parue en 2015, qui retraçait les retrouvailles de l'artiste allemand Ulay (pionnier de l'art corporel) avec Marina Abramović au Museum of Modern Art de New York en 2010.
Sur cette musique douce, Mylène Farmer écrit un texte sur le deuil et l'absence : « L'air est lourd de ton absence, l'air est sourd à nos sentiments, l'air est court et mon manque de toi, toi mon autre moi, tu vois, j'ai l'âme dans l'eau ».

## Sortie et accueil critique

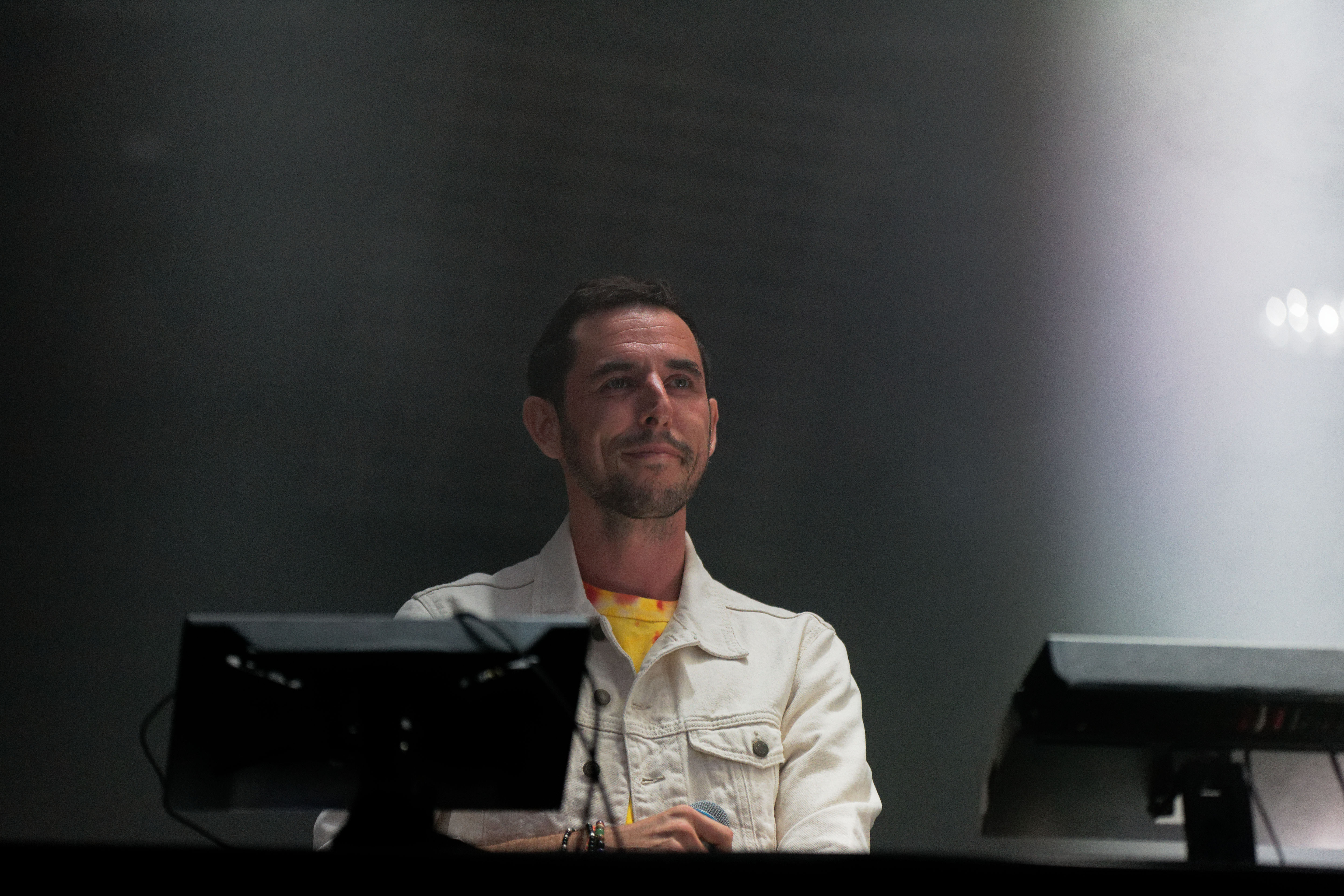
Le DJ The Avener.

Diffusé en radio à partir du 18 septembre 2020, le single sort en Maxi 45 tours le 4 décembre 2020, présentant une photo de Mylène Farmer lors de ses concerts de 2019, dans des tons bleutés.
Le DJ The Avener, qui avait déjà produit Stolen Car, le duo entre Mylène Farmer et Sting en 2015, réalise un remix de cette chanson.

### Critiques
- « Une ballade nostalgique aux paroles saillantes. »[2]
- « Du Mylène Farmer pur jus. Rien à voir cependant avec les productions de ses débuts, ses titres les plus rythmés ou les audaces sonores de Désobéissance. Ici, la chanteuse joue la carte de la nostalgie avec une ballade posée sur des nappes de synthés sur lesquelles elle glisse ses textes aux traditionnels jeux de mots. »[4]
- « De sa voix cristalline, la chanteuse livre un titre très émouvant. »[5]
- « Une ballade sensible baignée de synthés [...] Sans aucun doute touchée par l'émotion des deux amoureux et cette chanson qui en est née, Mylène Farmer a visiblement eu envie de s'approprier cette très jolie mélodie pour la reprendre à son propre compte, évoquant dans un souffle l'amour, la mort, le désespoir et le deuil. »[6]
- « Aussi délicat qu'envoûtant, L'Âme dans l'eau s'apparente à une ballade teintée de mélancolie, dans laquelle la chanteuse originaire du Québec laisse libre cours à sa plume poétique. »[7]
- « Une très belle et douce complainte. »[8]

## Vidéo-clip

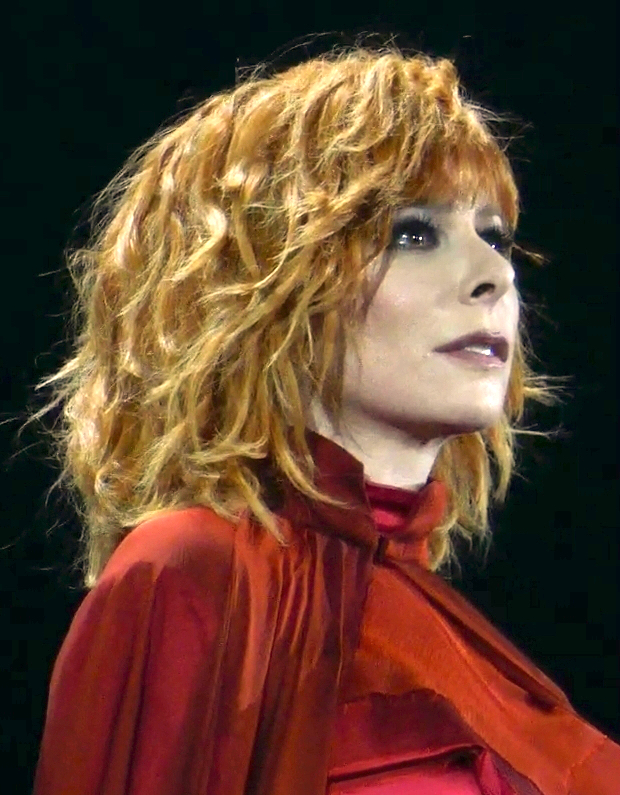
Mylène Farmer lors de ses concerts en 2019.

Réalisé par Mathieu Spadaro, auteur du documentaire L'Ultime création sur les coulisses des concerts de Mylène Farmer en 2019 à Paris La Défense Arena, le clip est diffusé le 18 septembre 2020 peu avant minuit, soit une semaine avant la diffusion du documentaire sur Amazon Prime.
Montrant principalement des images de Mylène Farmer sur scène, le clip dévoile également des extraits du documentaire dans des tons bleutés, notamment les répétitions de ces concerts ainsi que la chanteuse au quotidien, marchant dans une forêt et entourée de bergers blancs suisses,.

### Sortie et accueil
- « La mélancolie de L’Âme dans l’eau est également transposée dans le clip du nouveau tube de Mylène Farmer. Sur ces images à dominante bleue, on retrouve la star française sur scène lors de ses concerts passés. »[5]
- « Splendide! »[6]
- « Elle sublime le morceau par un clip tout en simplicité, compilant différents extraits de ses dernières prestations scéniques. »[7]

## Promotion
Mylène Farmer n'effectue aucune promotion pour la sortie de ce single.

## Classements hebdomadaires
Dès sa sortie, le titre se classe à la 2e place des ventes en France grâce aux téléchargements, avant d'atteindre la 1re place lors de la sortie du Maxi 45 tours, devenant le 21e single de Mylène Farmer à être no 1 des ventes en France (un record),.
En plus de la version originale, le remix de The Avener sera également diffusé en radio.
| Classements (2020)                           | Meilleure position |
| -------------------------------------------- | ------------------ |
| Belgique - Wallonie (Ultratip)               | 23                 |
| France (Ventes)                              | 1                  |
| France (Top Mégafusion) (Ventes + Streaming) | 68                 |
| France (Radios)                              | 32                 |
| France (TV)                                  | 18                 |
| Suisse romande                               | 2                  |

## Liste des supports
| A1. | L'Âme dans l'eau (The Avener Rework)   | 3:17 |
| A2. | L'Âme dans l'eau (Simon LeSaint Remix) | 4:06 |
| B1. | L'Âme dans l'eau (Clyde P Remix)       | 3:24 |
| B2. | L'Âme dans l'eau                       | 3:06 |

## Crédits
- Paroles : Mylène Farmer
- Musique : Jonathan Burr, Adam Richardson
- Arrangements : Olivier Schultheis et Jean-Pierre Pilot
- Éditions : Stuffed Monkey, Arobas Music[18]

## Interprétations en concert
L'Âme dans l'eau n'a jamais été interprété en concert.

## Albums et vidéos incluant le titre

### Albums de Mylène Farmer
| Année | Album        | Version           | Durée | Certifications de l'album |
| 2020  | Histoires de | Version Album     | 3:06  | Platine                   |
| 2024  | Remix XL     | The Avener Rework | 3:17  |                           |

### Vidéos de Mylène Farmer
| Année | Vidéo                             | Version    | Durée | Certifications de la vidéo |
| 2021  | Les clips - L'intégrale 1999-2020 | Vidéo-clip | 3:07  | -                          |